# Euteriodonts
Els euteriodonts (Eutheriodontia) són un clade de teràpsids que inclou els terocèfals i els cinodonts. Es creu que els terocèfals i els cinodonts divergiren durant el Permià mitjà i que cadascun d'aquests grups desenvolupà caràcters mamiferoides de manera independent, incloent-hi el paladar secundari i la desaparició de la barra postorbital. Aquests trets es conserven en els mamífers, que es consideren un grup derivat de cinodonts. Els caràcters mamiferoides que tots els euteriodonts heretaren d'un avantpassat comú inclouen la desaparició de les dents del paladar, l'expansió de l'os epipterigoide a la base del crani (que en els mamífers es coneix com a «alisfenoide») i l'estrenyiment del sostre cranial fins a convertir-se en una cresta sagital estreta que recorre la part entre finestres temporals de grans dimensions.